# Natalie Hochheim
Natalie Hochheim (* 28. Dezember 1974 in Hamburg) ist eine deutsche CDU-Politikerin.

## Leben
Nach dem 1994 absolvierten Abitur begann Hochheim ein Studium der Wirtschafts- und Sozialgeschichte, welches sie 2000 erfolgreich beendete. 2003 wurde sie auf Grund ihrer Dissertation „Entstehung der Shopping-Center in Hamburg“ zur Doktorin der Philosophie promoviert.
Heute ist sie beruflich als Verwaltungsangestellte tätig. Sie ist mit dem CDU-Bürgerschaftsabgeordneten Ralf Niedmers verheiratet und hat zwei Kinder.

## Politik
Hochheim ist seit 1990 Mitglied in der CDU und war von 2004 bis 2018 stellvertretende Vorsitzende des CDU-Kreisverbandes Hamburg-Wandsbek.
2018 wurde sie zu einem der vier stellvertretenden Landesvorsitzenden der CDU-Hamburg gewählt. Hier ist sie jetzt auch Beauftragte für Wohnen des Landesvorstandes.
Von 1997 bis 2004 war sie Abgeordnete in der Bezirksversammlung Hamburg-Wandsbek. Ab 2001 war sie dort stellvertretende Fraktionsvorsitzende ihrer Partei. Im Jahr 2005 entstand ein in den Hamburger Medien sehr beachteter Konflikt zwischen dem damaligen Fraktionschef Eckard Graage und Natalie Hochheim.
Von 2004 bis 2011 saß sie in der Hamburgischen Bürgerschaft. Dort war sie Mitglied des Stadtentwicklungs- sowie des Wirtschaftsausschusses und war Fachsprecherin der CDU-Fraktion für Stadtentwicklung und Arbeit. Seit 2019 gehört sie wieder der Bezirksversammlung Wandsbek an und ist die Parlamentarische Geschäftsführerin der CDU-Bezirksfraktion Wandsbek.
Am 14. August 2020 wurde Natalie Hochheim zur Vorsitzenden des CDU-Ortsverbands Wandsbek gewählt.